# Johan Roos
Johan Roos är en svensk ekonom. Han har haft befattningar vid Wharton School, Norwegian School of Management, Handelshögskolan i Stockholm (HHS) och International Institute for Management Development (IMD) i Schweiz.
2007-2009 innehade han Bo Rydins och SCA:s professur i företagsekonomi vid Handelshögskolan i Stockholm, där han också var direktör för MBA-programmen. Han grundade och ledde det Schweiz-baserade Imagination Lab Foundation och har varit rektor för Copenhagen Business School.
Sedan 2012 är han VD och akademisk ledare för Internationella Handelshögskolan i Jönköping där han också är professor i strategi. Som professor i strategi har Johan Roos publicerat böcker och artiklar om behovet av att förnya organisationers ledarskapsprocesser, i synnerhet vid strategiskt utvecklingsarbete. Han har också arbetat som rådgivare och styrelseledamot i olika branscher över världen.
Johan Roos har tillsammans med Bart Victor uppfunnit en produkt för LEGO Company - LEGO Serious Play, som används för att inspirera chefers kreativa och innovativa tänkande.